# Clemens Fankhauser
Pour les articles homonymes, voir Fankhauser.
Clemens Fankhauser, né le 2 septembre 1985 à Rum, est un coureur cycliste autrichien. Il est passé professionnel en 2007.

## Palmarès

### Palmarès sur route
- 2001
  - 3e du championnat d'Autriche sur route cadets
- 2003
  - 3e du championnat d'Autriche sur route juniors
- 2006
  - 2e du championnat d'Autriche sur route espoirs
  - 3e du championnat d'Autriche du contre-la-montre espoirs
- 2007
  - GP Austria Alu Guss
  - 3e étape du Grand Prix Guillaume Tell
  - 3e du championnat d'Autriche sur route espoirs
- 2009
  - Eröffnungsrennen Leonding
- 2012
  - Tour of Vojvodina II
- 2014
  - Classement général de l'An Post Rás
  - 2e du Tour de Serbie
  - 2e du Baltic Chain Tour
- 2015
  - Hungerburg Classic
  - Tour de Szeklerland :
    - Classement général
    - 2e étape

  - 2e de l'Okolo Jižních Čech
  - 3e du Tour du Burgenland
- 2016
  - Classement général de l'An Post Rás
  - 2e du Grand Prix Vorarlberg
  - 2e du championnat d'Autriche du contre-la-montre
  - 3e du championnat d'Autriche de la montagne
  - 3e du Rad-Bundesliga
- 2017
  - Hungerburg Classic

### Classements mondiaux
| Année           | 2006 | 2007 | 2008 | 2009 | 2010 | 2011 | 2012 | 2013 | 2014 | 2015 | 2016 |
| --------------- | ---- | ---- | ---- | ---- | ---- | ---- | ---- | ---- | ---- | ---- | ---- |
| UCI Africa Tour |      |      | 177e |      |      |      |      |      |      |      |      |
| UCI Europe Tour | 487e | 677e | 903e |      | 474e |      | 319e |      | 69e  | 151e | 235e |